# Пеньялоса, Джерри
Джерри Пеньялоса (исп. Gerry Peñalosa; 7 августа 1971; Сан-Карлос, Филиппины) — филиппинский боксёр-профессионал. Экс-чемпион мира в 2-х весовых категориях.

## Профессиональная карьера
Дебютировал на профессиональном ринге 20 мая 1989 года, нокаутировав своего соперника в 5-м раунде.

### Чемпионский бой с Хироси Кавасимой
20 февраля 1997 года Пеньялоса впервые вышел на бой за титул чемпиона мира. Его противником стал обладатель пояса WBC во втором наилегчайшем весе японец Хироси Кавасима. Поединок продлился все 12 раундов. Мнения судей разделились: один судья отдал победу чемпиону — 115/114, двое других посчитали, что сильнее был претендент — 115/114 и 116/112. Таким образом, филиппинец был объявлен новым чемпионом мира.
Это был последний поединок Кавасимы на профессиональном ринге.

### Защиты титула
После победы над Кавасимой Пеньялоса трижды защитил свой титул, победив Сунг-Ку Ли и Янг-Джу Чо (обоих — нокаутом) и завершив вничью поединок с Хоэлем Луна Сарате.

### Потеря титула в бою с Чо Ин Джу
29 августа 1998 года Пеньялоса защищал свой титул в бою против не имеющего поражений южнокорейского боксёра Чо Ин Джу. По итогам 12 раундов мнения судей разделились: один судья выставил 116/112 в пользу чемпиона, двое других — 116/113 и 117/115 в пользу корейца.

### Второй бой с Чо Ин Джу
2 января 2000 года состоялся матч-реванш между Пеньялосой и Чо Ин Джу. Как и в их первом бою, дело дошло до подсчёта очков. И снова мнения судей разделились. Один судья отдал победу претенденту — 114/113, двое других — чемпиону (115/112 и 116/113). Таким образом, кореец сохранил титул, который он отнял у Джерри в 1998 году.

### Чемпионский бой с Масамори Токуямой
Одержав несколько побед, Пеньялоса снова добился права драться за титул WBC во втором наилегчайшем весе. Его тогдашним обладателем был Масамори Токуяма. Поединок, проходивший 24 сентября 2001 года в Японии, завершился победой действующего чемпиона близким решением судей: 116/113 и 115/113 (дважды).

### Масамори Токуяма — Джерри Пеньялоса (2-й бой)
20 декабря 2002 года Пеньялоса и Токуяма встретились во второй раз. Победа и на этот раз осталась за японцем. Счёт судей: 116/111 и 114/113 — в пользу Токуямы, 114/113 — в пользу Пеньялосы.

### Чемпионский бой сДаниэлем Понсе де Леоном
Пеньялоса поднялся на две весовые категории, во 2-й легчайший вес.
17 марта 2007 года филиппинец вышел на ринг против чемпиона мира WBO во 2-м легчайшем весе мексиканца Даниэля Понсе де Леона. Мексиканец имел на тот момент впечатляющий рекорд — 30 побед (28 нокаутом) и всего лишь 1 поражение. Пеньялоса смог выстоять все 12 раундов против грозного соперника, но проиграл по очкам с разгромным счётом — 120/108 и 119/109 (дважды).

### Чемпионский бой сДжонни Гонсалесом
После поражения от де Леона Пеньялоса спустился на вес ниже.
11 августа 2007 года он вышел на бой против чемпиона мира WBO в легчайшем весе Джонни Гонсалеса. Джерри одержал победу нокаутом в 7-м раунде и стал чемпионом мира во второй весовой категории.

### Чемпионский бой сХуаном Мануэлем Лопесом
Пеньялоса снова поднялся во 2-й легчайший вес.
25 апреля 2009 года Пеньялоса встретился с не имеющим поражений чемпионом мира WBO во 2-м легчайшем весе Хуаном Мануэлем Лопесом. Лопес был заметно лучше, своего оппонента. После 9-го раунда угол Пеньялосы отказался от продолжения боя.
Это первое и единственное досрочное поражение в карьере филиппинца.

### Чемпионский бой сЭриком Морелем
Пеньялоса вернулся в легчайший вес и 13 февраля 2010 года вышел на бой с Эриком Морелем за звание временного чемпиона мира WBO. Морель одержал победу раздельным решением судей: 115/113, 116/112, 113/115.
Свой последний бой на профессиональном ринге филиппинец провёл 10 октября 2010 года, одержав победу техническим нокаутом в 4-м раунде.

## Семья
Отец — Карл Пеньялоса, бывший боксёр. Братья — Доди Бой и Джонатан. Доди Бой был чемпионом мира в 2-х весовых категориях (первой наилегчайшей и наилегчайшей). Джонатан претендовал на звание чемпиона мира в наилегчайшей весовой категории, но завоевать титул не сумел.

## Титулы
- Чемпион мира во второй наилегчайшей весовой категории (WBC, 1997—1998)
- Чемпион мира в легчайшей весовой категории (WBO, 2007—2009)